# حرية الاعتقاد في سلوفينيا
حرية الاعتقاد في سلوفينيا هي مدى قدرة الناس في سلوفينيا على ممارسة معتقداتهم الدينية بحرية، مع مراعاة كل من السياسات الحكومية والمواقف المجتمعية تجاه الجماعات الدينية.
تضمن قوانين سلوفينيا حرية الاعتقاد وتفصل بين الكنيسة والدولة، فضلًا عن حظر التمييز الديني والكراهية الدينية. ويمكن للمجموعات الدينية التسجيل بسهولة لدى الحكومة من أجل الحصول على بعض الامتيازات، والتي تتكون إلى حد كبير من أشكال مختلفة من التعويض المالي. تحظر قوانين سلوفينيا الختان لأسباب غير طبية وممارسات ذبح الحيوانات اللازمة لاعتبار اللحوم كوشر أو حلال. ويقيم أفراد الجاليات اليهودية والمسلمة هذه الشعائر خارج البلاد (استيراد اللحوم، والسفر إلى البلدان المجاورة للختان الديني) دون عائق من الحكومة السلوفينية.
خلال العصور الوسطى وأوائل العصور الحديثة، كانت سلوفينيا الحديثة جزءًا من الإمبراطورية الرومانية المقدسة ثم الإمبراطوريات النمساوية المجرية في وقت لاحق، وبالتالي كانت الكاثوليكية دين الدولة بشكل متزمت. وبدأ تحرر القوانين الدينية ببطء منذ أواخر القرن الثامن عشر، على الرغم من أن الفصل الرسمي بين الكنيسة والدولة لم يطبق حتى إنشاء جمهورية يوغوسلافيا الاتحادية الاشتراكية في عام 1946. شجعت الحكومة اليوغوسلافية الإلحاد ووضعت يدها على الكنيسة الكاثوليكية، لكنها لم تمارس القمع الديني إلا في حدوده الدنيا. وبعد انهيار يوغوسلافيا وتأسيس سلوفينيا المستقلة، استمرت سلوفينيا باستخدام قوانين الحرية الدينية التي اشتُقت بعض الشيء من التشريعات اليوغوسلافية السابقة.

## التركيبة السكانية
وفقًا لتعداد عام 2002، والمعلومات المتاحة عام 2017، يعتبر 57.8 في المئة من السكان من الروم الكاثوليك، و2.4 في المئة من المسلمين، و2.3 في المئة من الصرب الأرثوذكس، و0.9 في المئة من «المسيحيين الآخرين»، و10.1 في المئة من الملحدين. بالإضافة إلى ذلك، نسبة 23 في المئة عرفوا أنفسهم على أنهم ينتمون إلى معتقد «آخر» أو لم يعلنوا دينًا، و3.5 في المئة أعلنوا أنهم «مستقلون»، و10.1 في المئة لم يختاروا أي دين. وتقدر الجالية اليهودية بنحو 300 فرد (أقل من 1 في المئة من مجموع السكان). وتضم الجاليتان الأرثوذكسية والإسلامية عددًا كبيرًا من المهاجرين من صربيا والبوسنة والهرسك على التوالي.

## التاريخ
قبل القرن العشرين، كانت الأراضي التي تشكل سلوفينيا الحديثة جزءًا من الإمبراطورية الرومانية المقدسة ثم النمسا-المجر. وكان دين دولتهم هو الكاثوليكية الرومانية في تلك الفترة. وفي أواخر القرن الخامس عشر وأوائل القرن السادس عشر، طُرد اليهود من العديد من الأراضي السلوفينية. وجرت دعوة اليهود للعودة إلى النمسا الداخلية عام 1709. وابتداءً من أواخر القرن الثامن عشر، تبنت النمسا والمجر إصلاحات منحت بعض الحرية الدينية، أولًا للمسيحيين الأرثوذكس والبروتستانت، ولاحقًا لليهود أيضًا. شهد القرن التاسع عشر تحريرًا بطيئًا للقوانين الدينية، مع تقدم طوائف الأقليات المسيحية ببطء نحو المساواة مع الكنيسة الكاثوليكية، على الرغم من أن الكاثوليكية ظلت دين الدولة. وجرى الحفاظ على هذا الوضع في سلوفينيا عند انضمامها إلى مملكة الصرب والكروات والسلوفينيين، على الرغم من أن اليهود والمسلمين والأقليات المسيحية حصلوا على اعتراف من الدولة بعد هذا الانتقال، ولكن الملحدين كانوا يعتبرون مواطنين من الدرجة الثانية، ولعبت الكنيسة الكاثوليكية دورًا مهمًا في تقييد الحياة الفكرية في سلوفينيا. وخلال الحرب العالمية الثانية، احتلت سلوفينيا العديد من قوى المحور، وقتل أو فر كل سكانها اليهود تقريبًا.
خلال الجزء الأكبر من النصف الثاني من القرن العشرين، كانت سلوفينيا جزءًا من يوغوسلافيا، التي أسست دولة علمانية، ولم تشارك في حملات مناهضة للدين كما البلدان الأخرى في الكتلة الشرقية. حتى بالمقارنة مع الجمهوريات الأخرى داخل يوغوسلافيا، يتمتع السلوفينيون بحرية دينية نسبية. صودرت الكنيسة الرومانية الكاثوليكية والكثير من ممتلكاتها وتعرض العديد من القساوسة للاضطهاد من قبل الحكومة اليوغوسلافية، على الرغم من أن هذا يرجع إلى حد كبير إلى تعاون الكنيسة مع قوات المحور خلال الحرب العالمية الثانية. وكذلك حُذف التعليم الديني من المناهج المدرسية في عام 1952، وجرى الترويج للإلحاد. وابتداءً من ستينيات القرن العشرين، تحسنت مواقف يوغوسلافيا تجاه الدين أكثر، على الرغم من اعتبار المعتقد الديني غير متوافق مع العضوية في عصبة الشيوعيين في يوغوسلافيا حتى ثمانينيات القرن العشرين.
وفقًا للاستطلاعات التي أجريت في التسعينيات من القرن العشرين، شعر 11 في المئة فقط من السلوفينيين أنهم تعرضوا للتمييز بسبب تدينهم في أي مرحلة من حياتهم؛ وأفاد 18 في المئة أنهم يعرفون أصدقاء أو أقارب تعرضوا لمثل هذا التمييز.
على عكس المناطق الأخرى في يوغوسلافيا، كانت سلوفينيا أكثر تجانسًا من الناحية العرقية والدينية، وبالتالي تجنبت التأثر بالحرب الأهلية الطائفية بعد تفكك يوغوسلافيا.